# Elisabeth Calmes
 (décembre 2014).
Si vous disposez d'ouvrages ou d'articles de référence ou si vous connaissez des sites web de qualité traitant du thème abordé ici, merci de compléter l'article en donnant les références utiles à sa vérifiabilité et en les liant à la section « Notes et références ».
Elisabeth Calmes, née le 30 juillet 1947 à Luxembourg, est une peintre luxembourgeoise.

## Biographie
Née en 1947 à Luxembourg,  à l’adolescence,  elle est  championne junior d’Europe  de ski nautique. Diplômée en  Architecte d'intérieur de l'ENSAAMA, Paris), Elisabeth Calmes a ensuite étudié la peinture à l’Académie de Port-Royal, Paris. L’appel de la peinture est fort : elle y succombe au début des années 1980, et renoue avec les impressions d’enfance, les odeurs de l’atelier où elle posait, jeune fille, pour sa grand-mère. L’artiste réveille ce qui ne faisait que sommeiller et trouve dans la diversité des couleurs et des matériaux – écho à celle de son identité  - une stabilité et  un socle ; c'est de cette base consolidée par la maturité du regard qu’elle peut transcender le réel et s’épanouir dans l’abstraction .
Depuis 1987, ses œuvres sont montrées dans de nombreuses galeries en Europe et aux États-Unis, en particulier à la galerie Nolan-Rankin à Houston (Texas). Entre 2008 et 2009, elle s’est installée à Brooklyn, New York. Elle y a travaillé avec différents supports, tels que le carton ou la toile, pour capturer sa vision et ses impressions d’une ville dont la dynamique brute continue de l’inspirer. Elle vit et travaille à Paris et Luxembourg, ainsi qu'en Dordogne.
Plusieurs livres et brochures de ses œuvres ont été publiés.

## Œuvres
- Face aux mystères des choses (1993-2006)
- Ô temps suspends ton vol (1994-2002)
- Aux couleurs du pays (1995-2003)
- Les lieux cultivent l’esprit (1995-2003)
- Couleurs de tant de possibles (1998-2011)
- Un trait de l’âme (2001-2005)
- Portes et passages (2002-2004)
- Des goûts et des couleurs (2004)
- Meandering through New York (2008-2010)
- Itinerary-Resonance (2012)
- Voyage à travers la Bulgarie (2013-2014)

## Expositions individuelles
- Ludwigshafen, Allemagne (1987)[1]
- Maikammer, Neustadt, Allemagne (1987)
- Mairie de Montclar, France (1988)[1]
- Restaurant Mathes, Ahn, Luxembourg (1988/89)
- Château de Stadtbredimus, Luxembourg (1990/91)
- Mairie de Frankenthal, Allemagne (1990)
- Château de Bourglinster, Luxembourg (1993)
- Chambre de commerce belgo-luxembourgeoise, Paris (1995)
- Galerie Lucien Schweitzer, Luxembourg (1995)
- Galerie Lorette, Paris (1996)
- Château de Montbazillac, France (1998)
- Le Bugue, France (1998)
- Galerie Lucien Schweitzer, Luxembourg (1999)[1]
- Galerie Rochebonne, Paris (2001)
- Nolan, Rankin Galleries, Houston, TX, USA (2002)
- Galerie Lucien Schweitzer, Luxembourg (2003)
- Ambassade du Luxembourg, Paris (2006)
- Luxembourg House, New York, USA (2006)
- Nolan, Rankin Galleries, Houston, TX, USA (2006)
- Luxembourg House, New York, USA (2008)
- Ambassade du Luxembourg, Washington,DC, USA (2009)
- Commission européenne, Berlaymont, Bruxelles (2010)
- Cercle Münster, Luxembourg (2010)
- Galerie Spiren, Luxembourg (2011)
- Nolan, Rankin Galleries, Houston, TX, USA (2011)
- Centre Conférence Poleczki, Varsovie, Pologne (2012)
- Ambassade du Luxembourg, Varsovie, Pologne (2012)
- Galerie Mostra, Varsovie, Pologne (2012)
- Galerie Thuillier, Paris, France (2015)
- Nolan-Rankin Galleries, Houston, TX, USA (2016)
- Plovdiv et Sofia, Bulgarie (2016-2017)
- Galerie Indépendance, Luxembourg (2019)

## Expositions de groupe
- Salon d'automne, Paris
- Salon des artistes français, Paris
- Salon d’Art de Mantes-la-Jolie, France
- Salon de la Celle-Saint-Cloud, France
- Salon de printemps, Luxembourg
- Salon du Cercle Artistique, Luxembourg
- Groupement Européen des Ardennes et de l’Eifel, Allemagne
- Salon de Peintures, Clairac, France
- Artistes luxembourgeois, Musée Krymskiwall, Moscou
- Taide Museum, Helsinki, Finlande
- Palais de la Culture et de la Science, Varsovie
- Vision d’Europe, Paris
- Arcade Euro, Chartres, France
- Centre européen d'échanges économiques et culturels, Paris
- Europ’Art sans frontières, Paris
- Journées des pays francophones, Paris
- Salon des peintres francophones, Paris
- Galerie California, Paris
- Salon de Printemps, Le Bugue, France
- Salon du dessin et de la peinture à l'eau, Grand Palais, Paris[2]

## Publications
- 1995: Elisabeth Calmes, Edition Lucien Schweitzer, Galerie d’Art Luxembourg
- 1999: Elisabeth Calmes, Edition Lucien Schweitzer, Galerie d’Art
- 2003: Résonances-Joseph Leydenbach, Elisabeth Calmes, brochure Dexia, BIL
- 2003: Joseph Leydenbach, Bibliothèque nationale Luxembourg
- 2006: Calmes peintures, Luxembourg
- 2011: Meandering through New York, Paris
- 2012: Itinerary-Luxembourg, Paris, New York, Warsaw, avec la composition musicale de Frederik Heringa
- 2014: Résonances Bulgares - Vozkressi, avec les compositions musicales de Tsvetan Dobrev
- 2017: Jean Nicolas Raus (1876-1926) Ingénieur luxembourgeois en Russie et en Pologne (incluant un DVD audiovisuel du livre réalisé par Philippe Leydenbach)
- 2019: ECCO, Oeuvres (Galerie Indépendance - Banque Internationale à Luxembourg)